# Batu Ampar Baru
Batu Ampar Baru is een bestuurslaag in het regentschap Ogan Komering Ilir van de provincie Zuid-Sumatra, Indonesië. Batu Ampar Baru telt 1853 inwoners (volkstelling 2010).